# Acoustic Sessions
Acoustic Sessions is een tweetal ep's door Brent Smith en Zach Myers van de Amerikaanse hardrockband Shinedown. De ep's werden op 28 januari en 18 maart 2014 op iTunes uitgebracht. Video's van de opnamesessies werden op YouTube gezet in de weken voor het uitbrengen.

## Productie
Brent Smith en Zach Myers hadden fans gevraagd om op hun Facebookpagina liedjes aan te vragen. De tien beste liedjes zouden gekozen worden.
De tien leidjes waar het meest op gestemd waren, zouden over een periode van tien dagen samen met de video's van de opnames op YouTube gezet worden. Maar omdat niet alle artiesten op tijd waren met het instemmen werd de ep teruggebracht naar 6 liedjes. Deze liedjes werden tussen 22 januari en 28 januari op YouTube gezet:
- London Calling (The Clash)
- (Sittin' on) The Dock of the Bay (Otis Redding)
- Black (Pearl Jam)
- Nothing Else Matters (Metallica)
- Blue on Black (Kenny Wayne Shepherd)
- Runaway Train (Soul Asylum)
- She Talks to Angels (The Black Crowes)

Van deze liedjes verscheen alleen Black van Pearl Jam niet op het eerste deel van de ep dat op 28 januari werd uitgebracht. In maart 2014 werden de liedjes die nog niet op YouTube stonden er alsnog op gezet.
- Someone Like You (Adele)
- In the Air Tonight (Phil Collins)
- Wanted Dead or Alive (Bon Jovi)

Deze drie liedjes en Black van Pearl Jam werden op het tweede deel van de ep uitgebracht op 18 maart.

## Nummers
| 1.                 | London Calling                 | The Clash           | 2:49 |
| 2.                 | Sitting on the Dock of the Bay | Otis Redding        | 3:24 |
| 3.                 | Nothing Else Matters           | Metallica           | 4:56 |
| 4.                 | She Talks to Angels            | The Black Crowes    | 5:04 |
| 5.                 | Blue on Black                  | Kenny Wayne Shepard | 5:44 |
| 6.                 | Runaway Train                  | Soul Asylum         | 3:25 |
| Totale duur: 25:22 |                                |                     |      |

| 1.                 | Someone Like You     | Adele        | 4:56 |
| 2.                 | Wanted Dead or Alive | Bon Jovi     | 3:30 |
| 3.                 | Black                | Pearl Jam    | 4:34 |
| 4.                 | In the Air Tonight   | Phil Collins | 4:51 |
| Totale duur: 17:51 |                      |              |      |

## Bezetting
Band
- Brent Smith - zang
- Zach Myers - gitaar

Productie
- Darren Doane - regisseur[5]